# Бизулли, Джулио
Джулио Бизулли (29 сентября 1936 - 14 мая 1983) — итальянский автогонщик, на международном уровне выступавший преимущественно на родном Ралли Сан-Ремо, где наибольшего успеха достиг в 1974 году, заняв второе место в рамках чемпионата мира по ралли. 
Начал выступления в ралли в 1963 году, сотрудничая с гоночным подразделением компании Fiat. В 1970 году он впервые попал на подиум в рамках чемпионата Европы по ралли, приехав на третьем месте на Ралли Эльбы. В следующем году Бизулли повторил свое достижение, а также впервые попал в очковую зону в рамках международного чемпионата FIA для ралли-производителей, заняв пятое место на Ралли Сан-Ремо. В следующем году на той же гонке он приехал уже на четвёртом месте, а также одержал свою первую победу на Ралли Сан-Марино, этапе европейского первенства. На 1974 год приходится наибольший успех Джулио - второе место на Ралли Сан-Ремо, сразу же вслед за знаменитым соотечественником Сандро Мунари. 
В 1983 году Бизулли скончался от неизлечимой болезни.

## Результаты

### Чемпионат Европы по ралли
| №  | Сезон | Этап                 | Штурман          | Автомобиль             | Результат |
| -- | ----- | -------------------- | ---------------- | ---------------------- | --------- |
| 1  | 1965  | Ралли Сан-Ремо       | Луиджи Андреуччи | Alfa Romeo Giulia TI   | 64 место  |
| 2  | 1967  | Ралли Сан-Ремо       | Луиджи Андреуччи | Lancia Fulvia Coupé HF | 8 место   |
| 3  | 1969  | Ралли Сан-Ремо       | Артуро Занукколи | Fiat 124 S             | Сход      |
| 4  | 1970  | Ралли Эльбы          | Артуро Занукколи | Fiat 125 S             | 3 место   |
| 5  | 1971  | Ралли Эльбы          | Артуро Занукколи | Fiat 125 S             | 3 место   |
| 6  | 1971  | Ралли Сан-Мартино    | Артуро Занукколи | Fiat 124 Sport Spider  | Сход      |
| 7  | 1972  | Ралли Эльбы          | Артуро Занукколи | Fiat 124 Spider        | Сход      |
| 8  | 1972  | Ралли Сан-Мартино    | Артуро Занукколи | Fiat 124 Spider        | 6 место   |
| 9  | 1973  | Ралли Эльбы          | Артуро Занукколи | Fiat 124 Abarth        | Сход      |
| 10 | 1974  | Ралли Сан-Марино     | Артуро Занукколи | Fiat 124 Abarth Rallye | Победа    |
| 11 | 1974  | Ралли Эльбы          | Артуро Занукколи | Fiat 124 Abarth Rallye | Сход      |
| 12 | 1974  | Ралли Сан-Мартино    | Артуро Занукколи | Fiat 124 Abarth Rallye | Сход      |
| 13 | 1975  | Ралли Восточных Альп | Артуро Занукколи | Fiat 124 Abarth Rallye | 5 место   |

### Международный чемпионат FIA для ралли-производителей
| Сезон | Этап              | Штурман          | Автомобиль      | Результат |
| ----- | ----------------- | ---------------- | --------------- | --------- |
| 1970  | Ралли Монте-Карло | Артуро Занукколи | Fiat 125 S      | Сход      |
| 1970  | Ралли Сан-Ремо    | Артуро Занукколи | Fiat 125 S      | Сход      |
| 1971  | Ралли Сан-Ремо    | Артуро Занукколи | Fiat 125 S      | 5 место   |
| 1972  | Ралли Сан-Ремо    | Артуро Занукколи | Fiat 124 Spider | 4 место   |

### Чемпионат мира по ралли
| Сезон | Этап           | Штурман            | Автомобиль             | Результат |
| ----- | -------------- | ------------------ | ---------------------- | --------- |
| 1973  | Ралли Сан-Ремо | Артуро Занукколи   | Fiat 124 Abarth Rallye | 4 место   |
| 1974  | Ралли Сан-Ремо | Франческо Роззетти | Fiat 124 Abarth Rallye | 2 место   |